# Stachytarpheta
Stachytarpheta es un género de plantas con flores de la familia  Verbenaceae. 

## Especies seleccionadas
- Stachytarpheta angustifolia Vahl
- Stachytarpheta cayennensis
- Stachytarpheta chamissonis
- Stachytarpheta glauca
- Stachytarpheta jamaicensis (L.) Vahl (syn. Stachytarpheta indica)[1]
- Stachytarpheta mutabilis
- Stachytarpheta steyermarkii
- Stachytarpheta svensonii
- Stachytarpheta urticaefolia (Salisb.) Sims

## Sinonimia
- Sherardia Mill. (1754).
- Valerianoides Medik. (1789).
- Abena Neck. (1790)
- Vermicularia Moench (1802).
- Cymburus Salisb. (1806).
- Melasanthus Pohl (1827).
- Tarpheta Raf. (1837).
- Ubochea Baill. (1891).[2]